# Tetragnatha labialis
Tetragnatha labialis là một loài nhện trong họ Tetragnathidae.
Loài này thuộc chi Tetragnatha. Tetragnatha labialis được miêu tả năm 1849 bởi Nicolet.